# Umbrărești
Umbrărești település Romániában, Moldvában, Galați megyében.

## Leírása
Umbrărești községközpont, 5 település:  Condrea, Salcia, Siliștea, Torcești és Umbrărești-Deal tartozik hozzá.
A 2002 évi népszámláláskor 7170 lakosából 6748 román, 1 magyar, 421 cigány volt. Ebből 6874 ortodox, 1 római katolikus, a többi egyéb volt.